# Cimboa

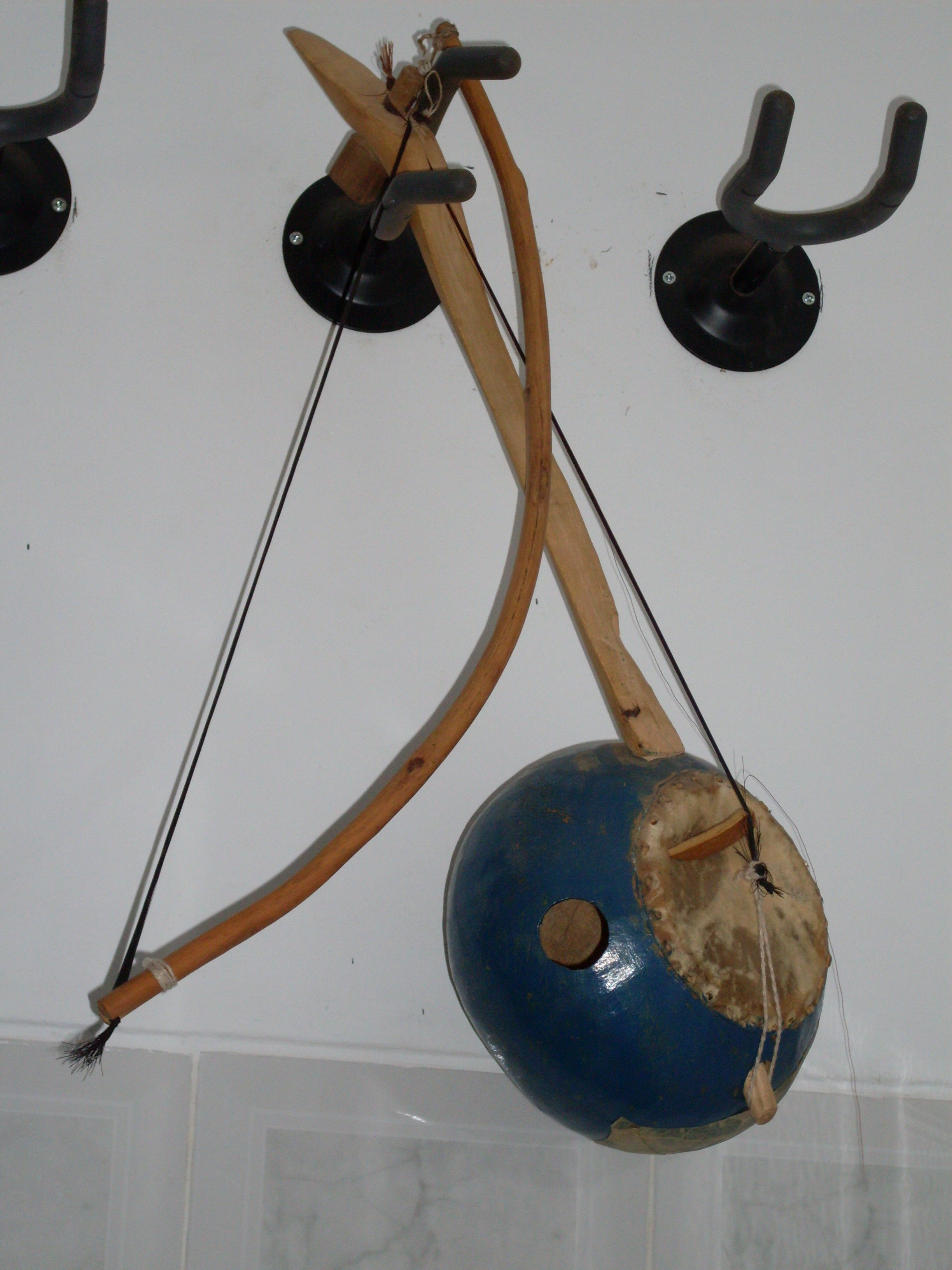
Una cimboa amb el seu arquet.

El cimboa (pronunciació portuguesa: [sĩˈboɐ]), també conegut com el cimbó [sĩˈbɔ], és un instrument musical de Cap Verd. És un cordòfon que tradicionalment es feia servir a les dances batuque.
El cimboa comprèn pel mateix instrument i un arquet. L'instrument pertany a la família dels llaüts, per això posseeix un mànec subjectat a una caixa de ressonància. La caixa de ressonància és feta d'una carabassera, o quan és difícil de trobar, amb una closca de coco, amb una tapa de pell. El mànec sol ser fet de fusta de pi o una latra fusta flexible. L'instrument disposa d'una clavilla de caoba per afinar-lo. L'arquet és fet d'una fusta capverdiana anomenada barnelo amb crinera de cavall. El so és produït fregant l'arquet contra les cordes de l'instrument. El to de les notes canvia en prémer la corda contra diversos punts del mànec.
L'origen exacte d'aquest instrument és desconegut, però es creu que podria ser originari de l'Àfrica continental. Els investigadors han anotat una semblança entre el cimboa i diversos instruments africans, com el kiki del Teda i el Daza del Tibesti i Borku, el nini del Zaghawa, el fini del Kanembu, i encara el kiki del Maba de la regió Ouaddaï.
Aquest instrument ha caigut en desús. Malgrat se n'ha construït de noves, avui dia serveix més com a peça decorativa, més que com a instrument musical.